# Hybridsnödroppe
Hybridsnödroppe (Galanthus × valentinei) är en amaryllisväxtart som beskrevs av Günther von Mannagetta und Lërchenau Beck. Hybridsnödroppe ingår i släktet snödroppar, och familjen amaryllisväxter. Arten är reproducerande i Sverige.